# Fumarieae
Tribu
Synonymes
- Corydaleae Dumort.

Les Fumarieae sont une tribu de plantes à fleurs dicotylédones de la famille des Papaveraceae (les pavots).

## Taxonomie
La tribu Fumarieae est créée en 1829 par le botaniste belge Barthélemy Dumortier.

## Liste des genres
La tribu Fumarieae comprend les genres suivants :
- genre Adlumia Raf. ex DC.
- genre Capnoides Mill.
- genre Ceratocapnos Durieu
- genre Corydalis DC.
- genre Cryptocapnos Rech.f.
- genre Cysticapnos Mill.
- genre Dactylicapnos Wall.
- genre Dicentra Borkh. ex Bernh.
- genre Discocapnos Cham. & Schltdl.
- genre Ehrendorferia Fukuhara & Lidén
- genre Fumaria L.
- genre Fumariola Korsh.
- genre Ichtyoselmis Lidén & Fukuhara
- genre Lamprocapnos Endl.
- genre Platycapnos (DC.) Bernh.
- genre Pseudofumaria Medik.
- genre Rupicapnos Pomel
- genre Sarcocapnos DC.
- genre Trigonocapnos Schltr.